# Болото (муниципальное образование город Алексин)
Болото — деревня в Тульской области России. С точки зрения административно-территориального устройства входит в Алексинский район. В плане местного самоуправления входит в состав муниципального образования город Алексин.

## География
Болото находится в северо-западной части региона, в пределах северо-восточного склона Среднерусской возвышенности, в подзоне широколиственных лесов.

### Климат
Климат на территории Болото, как и во всём районе, характеризуется как умеренно континентальный, с ярко выраженными сезонами года. Средняя температура воздуха летнего периода — 16 — 20 °C (абсолютный максимум — 38 °С); зимнего периода — −5 — −12 °C (абсолютный минимум — −46 °С).
Снежный покров держится в среднем 130—145 дней в году.
Среднегодовое количество осадков — 650—730 мм.

## История
В дореволюционных документах иногда именуется Болотово, однако это селение следует отличать от другого селения Алексинского уезда, Трухино Болотово тож (сейчас Болотово в Заокском районе).

### Владельцы
- По писцовой книге 1628 г. принадлежит Богдану Дмитриевичу Ходыреву, наряду с селениями Душкино, Горушки, а также пустошью на месте исчезнувшей деревни Высокая)[3].
- По писцовой книге 1685 г. называется деревня Болотово, принадлежит Алексею Игнатьевичу Ходыреву. Свидетелями межевания земли с соседними владельцами выступали старожилы деревни крестьяне Карпунька Андреев (умерший незадолго до переписи) и Фомка Семенов[4].
- В конце XVII в. Автомон (Артамон) Алексеевич Ходырев спорил за земли со своим соседом Иваном Петровичем Лодыженским, в результате межа была проведена между Болотом и дер. Горушки (Останково)[5].
- По переписи 1709 г. упоминается в составе Конинского стана Алексинского уезда, владельцы — Фома Автомонович и Матвей Алексеевич Ходыревы[6].
- Ревизия 1745 г. — Топтышков Иван Александрович, а также Акилина Автомоновна, вдова Григория Федотовича Жемчужникова (урождённая Ходырева, сестра Фомы Автомоновича).
- Исповедная ведомость 1747 г. — Николай Григорьевич Полонский (сельцо перешло к нему как приданое жены).
- Исповедная ведомость 1768 г. — Николай Григорьевич Полонский и жена его Пелагея Григорьевна (урождённая Жемчужникова)
- В марте 1790 г. сын Полонского продал часть своих крестьян жене бригадира Михаила Дубянского — Наталье. Она в свою очередь в августе 1791 продала их Антипе Максимову Мосолову. В 1790-е гг. Мосолов перевёл часть крестьян на Шурминский, затем на Залазненский железоделательный завод, в результате чего они осели в Пермской губернии.
- Ревизия 1795 г. — Антип Максимович Мосолов, Иван Петрович Телепнев.
- Ревизия 1811 г.
- Ревизия 1816 г.
- Ревизия 1834 г.
- Ревизия 1850 г. — штабс-капитанша Александра Дмитриевна Собко
- Ревизия 1858 г. — штабс-капитанша Александра Дмитриевна Собко (основная ревизия) и Елизавета Михайловна Засецкая (дополнительная ревизия)

### Административное положение
До революции — в составе Широносовской волости Алексинского уезда.
Была приписана к приходу Никольской церкви в с. Фомищево.
Решением исполнительного комитета Тульского областного Совета народных депутатов от 23.09.1985 N 16-531 «Об изменениях в административно-территориальном делении районов области» была исключена из учётных данных. Восстановлена Постановлением Администрации Тульской области от 12 марта 2009 года № 111 «О признании утратившими силу некоторых решений исполнительного комитета Тульского областного Совета народных депутатов».
До муниципальной реформы в марте 2005 года входила в Авангардский сельский округ. После её проведения включёна в образованные муниципального образования сельское поселение «Авангардское» и в Алексинский муниципальный район.
21 июня 2014 года Алексинский муниципальный район и Авангардское сельское поселение были упразднены, деревня Болото стала входить в городской округ Алексин.

## Население
| 2010 |
| ---- |
| 7    |

## Инфраструктура
Обслуживается отделением почтовой связи 301349.
Личное подсобное хозяйство (на август 2022 года 18 домов).

## Транспорт
Просёлочная дорога.